# Observatoire de l'Union
L'observatoire de l'Union (en anglais Union Observatory) est un ancien observatoire astronomique situé dans le faubourg Observatory (en) à Johannesbourg, en Afrique du Sud. Il porte le code UAI 078.

## Histoire
Ce qui allait devenir l'Observatoire de l'Union est créé en 1903 sous le nom de Département de météorologie du Transvaal (en anglais Transvaal Meteorological Department). En 1909, le département devient l'Observatoire du Transvaal (Transvaal Observatory). Renommé Observatoire de l'Union (Union Observatory) en 1912, il devient l'Observatoire de la République (Republic Observatory) en 1961.
Renommé pour la qualité de ses directeurs, de ses recherches sur les astéroïdes et la découverte de Proxima Centauri, des problèmes de pollution lumineuse croissante à Johannesbourg conduisirent à sa fermeture en 1971-1972. À cette époque, le gouvernement sud-africain décida de regrouper toute la recherche astronomique dans un seul organisme, qui devint connu sous le nom d'Observatoire astronomique sud-africain (South African Astronomical Observatory, SAAO) ; son siège se trouve au Cap et sa station d'observation à Sutherland dans la province de Cap-du-Nord. Les principaux télescopes du Cap furent déplacés à Sutherland, et l'observatoire Radcliffe à Pretoria fut aussi démantelé.

## Directeurs
Ses directeurs successifs furent :
- Robert Innes 1903-1927
- Harry Edwin Wood 1927-1941
- Willem Hendrik van den Bos 1941-1956
- William Stephen Finsen 1957-1965
- Jan Hers 1965-1971